# Pseudothyatira
Pseudothyatira är ett släkte av fjärilar. Pseudothyatira ingår i familjen sikelvingar.
Kladogram enligt Catalogue of Life:
| Pseudothyatira | \| \| Pseudothyatira cymatophoroides \| \| \| \| \| \| Pseudothyatira expultrix \| \| \| \| |
|                | \| \| Pseudothyatira cymatophoroides \| \| \| \| \| \| Pseudothyatira expultrix \| \| \| \| |
|                | Pseudothyatira cymatophoroides                                                              |
|                |                                                                                             |
|                | Pseudothyatira expultrix                                                                    |
|                |                                                                                             |

## Bildgalleri

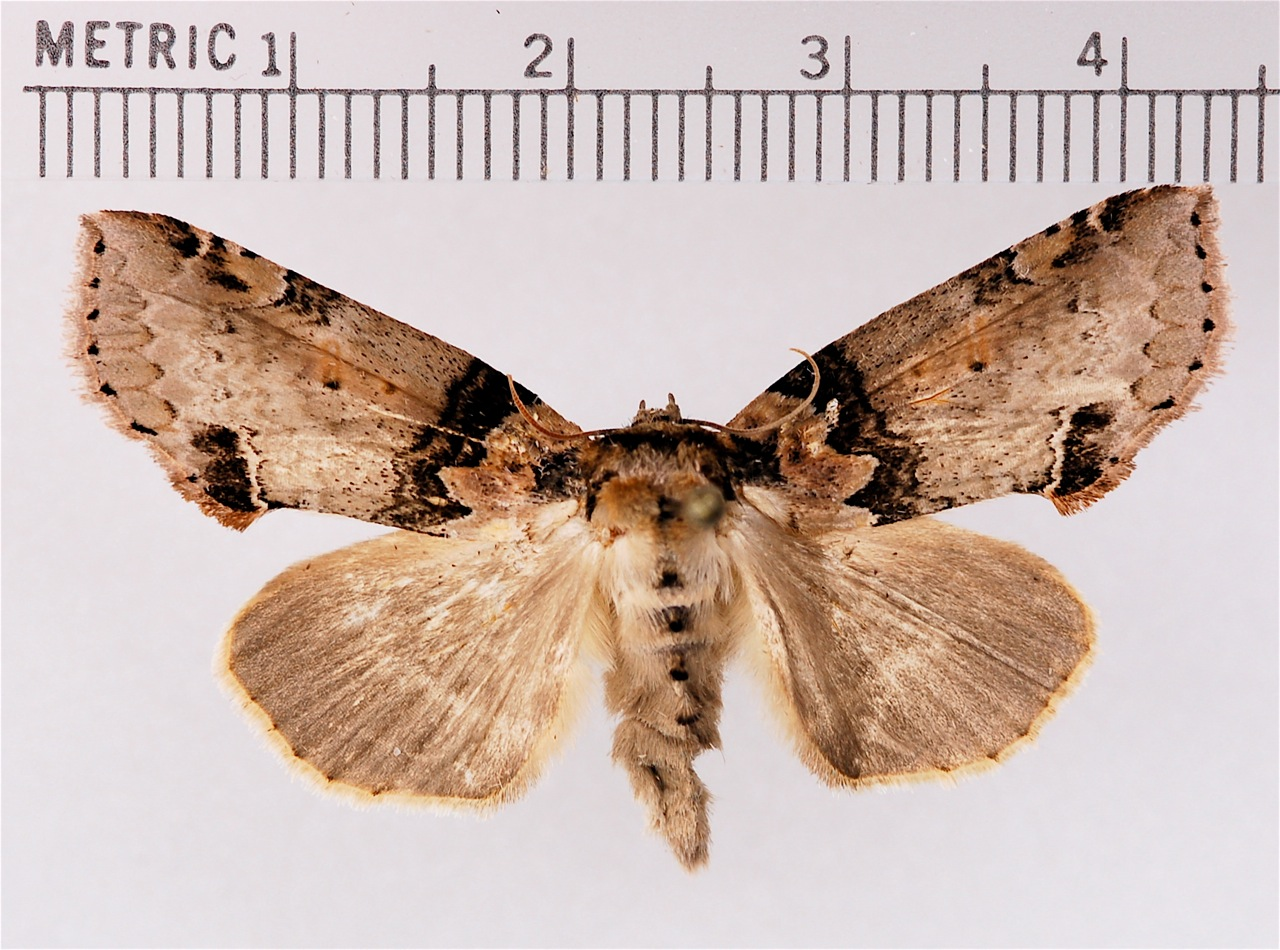